# Bryan Trottier
John Bryan Trottier (17 de julho de 1956) é um jogador anglo-saxônico (estado-canadense) profissional em hóquei no gelo. Ele jogou um total de 18 temporadas na NHL para o New York Islanders e para o Pittsburgh Penguins e ganhou quatro vezes a Copa Stanley.

## Estatísticas da carreira
| Temporada          | Time                     | Liga               |       | Temporada regular | Temporada regular | Temporada regular | Temporada regular | Temporada regular |    | Série eliminatória | Série eliminatória | Série eliminatória | Série eliminatória | Série eliminatória |
| Temporada          | Time                     | Liga               | PJ    | G                 | A                 | Pts               | PIM               | PJ                | G  | A                  | Pts                | PIM                |                    |                    |
| 1971-72            | Broncos de Humboldt      | SJHL               |       |                   |                   |                   |                   |                   |    |                    |                    |                    |                    |                    |
| 1972-73            | Broncos de Swift Current | WCHL               | 67    | 16                | 29                | 45                | 10                |                   |    |                    |                    |                    |                    |                    |
| 1973-74            | Broncos de Swift Current | WCHL               | 68    | 41                | 71                | 112               | 76                |                   |    |                    |                    |                    |                    |                    |
| 1974-75            | Broncos de Lethbridge    | WCHL               | 67    | 46                | 98                | 144               | 103               | 6                 | 2  | 5                  | 7                  | 14                 |                    |                    |
| 1975-76            | Islanders de New York    | LNH                | 80    | 32                | 63                | 95                | 21                | 13                | 1  | 7                  | 8                  | 8                  |                    |                    |
| 1976-77            | Islanders de New York    | LNH                | 76    | 30                | 42                | 72                | 34                | 12                | 2  | 8                  | 10                 | 2                  |                    |                    |
| 1977-78            | Islanders de New York    | LNH                | 77    | 46                | 77                | 123               | 46                | 7                 | 0  | 3                  | 3                  | 4                  |                    |                    |
| 1978-79            | Islanders de New York    | LNH                | 76    | 47                | 87                | 134               | 50                | 10                | 2  | 4                  | 6                  | 13                 |                    |                    |
| 1979-80            | Islanders de New York    | LNH                | 78    | 42                | 62                | 104               | 68                | 21                | 12 | 17                 | 29                 | 16                 |                    |                    |
| 1980-81            | Islanders de New York    | LNH                | 73    | 31                | 72                | 103               | 74                | 18                | 11 | 18                 | 29                 | 34                 |                    |                    |
| 1981-82            | Islanders de New York    | LNH                | 80    | 50                | 79                | 129               | 88                | 19                | 6  | 23                 | 29                 | 40                 |                    |                    |
| 1982-83            | Islanders de New York    | LNH                | 80    | 34                | 55                | 89                | 68                | 17                | 8  | 12                 | 20                 | 18                 |                    |                    |
| 1983-84            | Islanders de New York    | LNH                | 68    | 40                | 71                | 111               | 59                | 21                | 8  | 6                  | 14                 | 49                 |                    |                    |
| 1984-85            | Islanders de New York    | LNH                | 68    | 28                | 31                | 59                | 47                | 10                | 4  | 2                  | 6                  | 8                  |                    |                    |
| 1985-86            | Islanders de New York    | LNH                | 78    | 37                | 59                | 96                | 72                | 3                 | 1  | 1                  | 2                  | 2                  |                    |                    |
| 1986-87            | Islanders de New York    | LNH                | 80    | 23                | 64                | 87                | 50                | 14                | 8  | 5                  | 13                 | 12                 |                    |                    |
| 1987-88            | Islanders de New York    | LNH                | 77    | 30                | 52                | 82                | 48                | 6                 | 0  | 0                  | 0                  | 10                 |                    |                    |
| 1988-89            | Islanders de New York    | LNH                | 73    | 17                | 28                | 45                | 44                |                   |    |                    |                    |                    |                    |                    |
| 1989-90            | Islanders de New York    | LNH                | 59    | 13                | 11                | 24                | 29                | 4                 | 1  | 0                  | 1                  | 4                  |                    |                    |
| 1990-91            | Pittsburgh Penguins      | LNH                | 52    | 9                 | 19                | 28                | 24                | 23                | 3  | 4                  | 7                  | 49                 |                    |                    |
| 1991-92            | Penguins de Pittsburgh   | LNH                | 63    | 11                | 18                | 29                | 54                | 21                | 4  | 3                  | 7                  | 8                  |                    |                    |
| 1993-94            | Penguins de Pittsburgh   | LNH                | 41    | 4                 | 11                | 15                | 36                | 2                 | 0  | 0                  | 0                  | 0                  |                    |                    |
| 1994               | Pittsburgh Phantoms      | RHI                | 9     | 9                 | 13                | 22                | 2                 |                   |    |                    |                    |                    |                    |                    |
| Totalização da NHL | Totalização da NHL       | Totalização da NHL | 1 279 | 524               | 901               | 1 425             | 912               | 221               | 71 | 113                | 184                | 277                |                    |                    |